# Марино, Дэн
Дэниел Константайн Марино — младший (англ. Daniel Constantine Marino, Jr.; 15 сентября 1961, Питтсбург, Пенсильвания) — профессиональный американский футболист, квотербек. С 2014 года занимает должность специального советника в клубе Национальной футбольной лиги «Майами Долфинс».
Студенческую карьеру Марино провёл в составе команды Питтсбургского университета. За четыре года выступлений в турнире NCAA он набрал 8 597 пасовых ярдов и сделал 79 тачдаунов. Второй результат по состоянию на 2021 год остаётся рекордным для университета. По итогам сезона 1981 года он претендовал на получение Хайсман Трофи — награды лучшему игроку студенческого футбола, — но по итогам голосования занял четвёртое место. В 2002 году он был избран в Зал славы студенческого футбола, его игровой № 13 выведен в университете из обращения.
На драфте НФЛ 1983 года Марино был выбран в первом раунде клубом «Майами Долфинс». В нём он провёл всю свою профессиональную карьеру: семнадцать сезонов с 1983 по 1999 год. Он девять раз выбирался в число участников Пробоула — матча всех звёзд лиги. По итогам сезона 1984 года его признали самым ценным игроком НФЛ. В 1998 году Марино стал обладателем награды Человеку года имени Уолтера Пейтона, присуждаемой за заслуги в общественной деятельности. Номер 13, под которым он выступал, выведен в «Долфинс» из обращения. В 2005 году он был избран в Зал славы профессионального футбола. В 2019 году Марино был включён в состав символической сборной столетия НФЛ.
Вне поля Марино известен своей работой на телевидении в качестве аналитика. Он сыграл самого себя в нескольких фильмах, неоднократно участвовал в различных рекламных кампаниях. Супругами Марино основан благотворительный фонд, поддерживающий программы помощи детям с ограниченными возможностями.

## Биография

### Ранние годы
Дэниел Марино — младший родился 15 сентября 1961 года в Питтсбурге, штат Пенсильвания. Предки его отца, Дэниела-старшего, переехали в США из Италии, мать Вероника имела польские корни. Кроме него в семье было две младших дочери, Дебби и Синди. Отец Дэна работал на одном из сталелитейных предприятий города и погиб в результате несчастного случая в возрасте 27 лет.

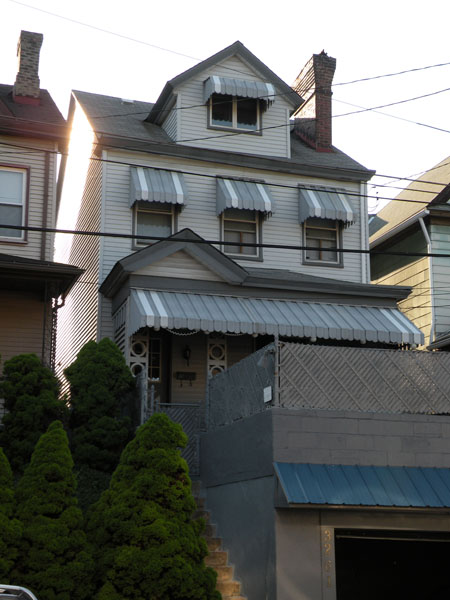
Дом по адресу 3261 Парквью-авеню в Питтсбурге, где прошло детство Дэна Марино.

Детство Марино прошло на юге питтсбургского района Окленд. В противовес северной его части, где располагаются кампус Питтсбургского университета и Музей естественной истории, южная часть Окленда была преимущественно рабочей. Здесь жили потомки выходцев из Италии, Греции и Восточной Европы, работавших на предприятиях сталелитейной промышленности.
Свободное время Марино проводил на улице, играя в футбол или бейсбол. Он любил бросать мяч, поэтому чаще всего оказывался квотербеком или питчером. Заметное влияние на него оказала среда, в которой он рос: Питтсбург был футбольным городом. На 1970-е годы пришёлся период расцвета клуба «Питтсбург Стилерз», четыре раза побеждавшего в Супербоуле. Кроме того, в 1976 году национальный студенческий чемпионат выиграла команда Питтсбургского университета. Запад штата Пенсильвания, где расположен город, является родиной ряда звёздных квотербеков Национальной футбольной лиги: Джонни Юнайтаса, Джо Монтаны, Джорджа Бланды, Джо Неймета и Джима Келли. Неймет, приведший «Нью-Йорк Джетс» к победе в Супербоуле III, был одним из кумиров детства Марино. В число его любимых игроков входил и квотербек «Стилерз» Терри Брэдшоу, известный своей способностью показывать лучшую игру в самых важных матчах.
В футбол Марино начал играть в пятом классе средней школы Сент-Реджис, быстро став одним из лидеров команды. Учился он не лучшим образом, но стремился поступить в старшую школу Сентрал-Католик и летом после окончания восьмого класса посещал дополнительные занятия. Добившись необходимых оценок, осенью 1975 года Дэн перешёл в старшую школу. Здесь он продолжил свою спортивную карьеру, на третий год обучения став стартовым квотербеком команды. Главный тренер Рич Эрдейи выстроил вокруг Марино всю систему нападения. В те годы школьные команды чаще делали упор на выносную игру, тогда как команда Сентрал-Католик в основном играла в пас. В команде Марино также выполнял функции кикера и пантера. Продолжал он играть и в бейсбол, добившись определённых успехов в этом виде спорта. Он играл питчером и шортстопом. В старшей школе скорость фастбола Марино достигала 92 миль в час, а эффективность игры на бите в выпускной год составила 51,3 %.
После окончания школы, летом 1979 года, Марино был выбран на драфте Главной лиги бейсбола клубом Главной лиги бейсбола «Канзас-Сити Роялс». Ему предлагали контракт с зарплатой 35 тысяч долларов в год. По действовавшим тогда правилам NCAA он имел возможность совмещать игру в футбол за студенческую команду с профессиональной карьерой в другом виде спорта. Однако, в таком случае Марино лишался возможности получить спортивную стипендию и должен был сам оплачивать обучение в университете и проживание на период игры в низших бейсбольных лигах. Предлагаемой суммы для этого было недостаточно и он предпочёл сосредоточиться на продолжении футбольной карьеры.
Интерес к Марино проявляли многие колледжи. Он посещал Клемсонский и Флоридский университеты, думал над приглашениями от учебных заведений из Калифорнии, которая привлекала хорошим климатом и стилем жизни. Однако, в итоге он сделал выбор в пользу Питтсбургского университета. Важную роль в этом сыграл Серафино Фацио, бывший одним из тренеров его команды. Фацио дал Марино понять, насколько важным для родного города человеком он может стать.

### Студенческая карьера

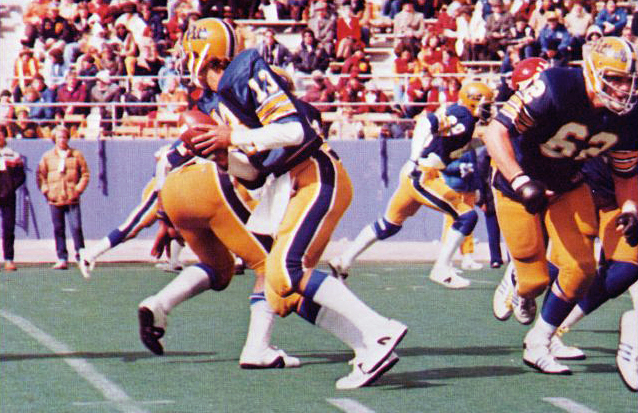
Дэн Марино (№ 13) в игре за «Питтсбург Пэнтерс», 1979 год.

В 1979 году Марино поступил в Питтсбургский университет. В турнире NCAA он дебютировал в первой игре сезона, а к его середине стал стартовым квотербеком. Борьбу за место в составе он выиграл у Рика Трокано, который даже согласился играть на месте сэйфти, чтобы не потерять место в команде. Первый год Марино в «Питтсбург Пэнтерс» завершился с одиннадцатью победами и одним поражением. Такой же результат командой был показан и в 1980 году. Состав «Пэнтерс» того сезона считается одним из лучших в истории футбольной программы университета: в играх сезона команда набрала 380 очков, пропустив только 130. Все двадцать два игрока стартового состава позднее были выбраны на драфте НФЛ. При этом в рейтинге агентства Associated Press «Питтсбург» остался на второй позиции, уступив первенство «Джорджии», не потерпевшей ни одного поражения.
Лучшим для Марино в его студенческой карьере стал сезон 1981 года. Он сделал 37 пасовых тачдаунов, став первым среди квотербеков NCAA. На его счету было 2 876 ярдов при точности передач почти 60 %. «Питтсбург» же снова остановился в шаге от чемпионского титула, потерпев одно поражение при одиннадцати победах. В проигранном матче с командой университета штата Пенсильвания «Пэнтерс» вели 14:0, но затем пропустили 48 очков подряд. Дважды соперники делали перехваты после передач Марино. Завершить год на мажорной ноте позволила победа в Шугар Боуле, которую принёс пас Марино на тайт-энда Джона Брауна за 42 секунды до конца игры. В голосовании, определявшем обладателя Хайсман Трофи, награды лучшему игроку сезона, Марино занял четвёртое место.
Перед началом чемпионата в 1982 году Марино считался одним из главных претендентов на Хайсман Трофи, а от «Питтсбурга» ждали борьбы за титул. Оправдать ожидания команда не смогла, несмотря на неплохой результат: девять побед при трёх поражениях. Квотербек провёл худший год в карьере: на 17 пасовых тачдаунов пришлось 23 перехвата. Одной из причин этого стал уход нескольких ведущих игроков и смена главного тренера. Последний матч своей студенческой карьеры он сыграл в Коттон Боуле против команды Южного методистского университета. «Питтсбург» проиграл со счётом 3:7, набрав наименьшее для себя количество очков с 1975 года. В число претендентов на индивидуальные награды Марино не попал, хотя получил приглашение на матч всех звёзд выпускников колледжей и был признан самым ценным его игроком.
Годы выступления Дэна Марино за команду Питтсбургского университета совпали с заключительным этапом её Золотого века. Он не сумел повторить успех 1976 года и привести её к чемпионскому титулу, но завершил карьеру в статусе рекордсмена по числу набранных пасовых ярдов (8 597) и точных передач (693). По состоянию на 2021 год по общему числу пасовых ярдов в составе «Пэнтерс» он уступает только Алексу ван Пелту. Семьдесят девять пасовых тачдаунов остаются лучшим результатом в истории команды. Игровой номер Марино выведен в команде из обращения.

#### Статистика выступлений в турнире NCAA
- По данным sports-reference.com[19]

| Сезон | Команда           | Игры | Пас | Пас   | Пас  | Пас   | Пас | Пас | Пас | Пас   | Вынос | Вынос | Вынос | Вынос |
| Сезон | Команда           | Игры | Cmp | Att   | Pct  | Yds   | Y/A | TD  | Int | Rtg   | Att   | Yds   | Avg   | TD    |
| ----- | ----------------- | ---- | --- | ----- | ---- | ----- | --- | --- | --- | ----- | ----- | ----- | ----- | ----- |
| 1979  | Питтсбург Пэнтерс | 12   | 130 | 222   | 58,6 | 1 680 | 7,6 | 10  | 9   | 128,9 | 35    | -85   | -2,4  | 1     |
| 1980  | Питтсбург Пэнтерс | 12   | 116 | 224   | 51,8 | 1 609 | 7,2 | 15  | 14  | 121,7 | 14    | -53   | -3,8  | 0     |
| 1981  | Питтсбург Пэнтерс | 12   | 226 | 380   | 59,5 | 2 876 | 7,6 | 37  | 23  | 143,1 | 24    | -95   | -4,0  | 2     |
| 1982  | Питтсбург Пэнтерс | 12   | 221 | 378   | 58,5 | 2 432 | 6,4 | 17  | 23  | 115,2 | 44    | -44   | -1,0  | 0     |
| Всего | Всего             | 48   | 693 | 1 204 | 57,6 | 8 597 | 7,1 | 79  | 69  | 127,7 | 117   | -277  | -2,4  | 3     |

### Профессиональная карьера

#### Драфт
В период подготовки к драфту НФЛ 1983 года с Марино связывались представители Футбольной лиги Соединённых Штатов. Эта организация готовилась к старту первого в своей истории сезона и позиционировала себя как дополнение к НФЛ. Матчи лиги должны были играться весной и летом, в период традиционного межсезонья. Драфт в ней состоялся ранее, в январе 1983 года, и Марино был выбран на нём клубом «Лос-Анджелес Экспресс» под общим первым номером. За подписание контракта игроку предложили бонус в размере 800 тысяч долларов, но он рассудил, что в НФЛ в перспективе может заработать больше и отклонил предложение.
Несмотря на слабое выступление в последнем сезоне студенческой карьеры, Марино прогнозировали выбор в первой десятке игроков. Прогнозы не сбылись и он был задрафтован под двадцать седьмым номером в конце первого раунда. Проявлявшие к нему интерес «Канзас-Сити Чифс» предпочли Тодда Блэкледжа, «Стилерз» из его родного Питтсбурга выбрали тэкла защиты Гэбриела Риверу. В результате Марино был выбран «Майами Долфинс», главный тренер которых Дон Шула позднее назвал решение задрафтовать его одним из самых простых в своей жизни. Сумма первого контракта игрока составила 2 млн долларов, срок соглашения составил четыре года.
В тот период своей истории «Долфинс» были командой с хорошим составом и победными традициями: в сезоне 1982 года клуб вышел в Супербоул. От Марино не требовалось играть роль спасителя. Тренер Дон Шула работал с «Майами» с 1970 года и делал упор на выносное нападение с контролем мяча и сильную защиту. При этом с 1980 года команда испытывала проблемы с позицией квотербека: ветеран Боб Гриси завершил карьеру из-за травмы плеча, а место в основном составе в течение двух сезонов попеременно занимали Дэвид Вудли и Дон Строк. Оба они были добротными квотербеками, «Долфинс» с ними дошли до финала, но в 1982 году пасовое нападение команды стало худшим в лиге: 1 401 ярд, восемь тачдаунов и тринадцать перехватов. Эта слабость стала одной из причин поражения от «Вашингтона» в Супербоуле.

#### Сезон новичка
Первый сезон в лиге Марино начал в статусе дублёра Дэвида Вудли, быстро получив возможность проявить себя из-за неубедительной игры партнёра. В НФЛ он дебютировал 19 сентября 1983 года, выйдя на замену в матче против «Лос-Анджелес Рэйдерс» при счёте 0:27 и в последние три минуты игры сделав два пасовых тачдауна. На шестой игровой неделе Марино впервые вышел на поле как стартовый квотербек команды. В игре с «Баффало Биллс» он набрал пасом 268 ярдов и сделал три тачдауна. «Долфинс» проиграли в овертайме со счётом 35:38, но главной темой для обсуждения после матча стала небывалая для команды Дона Шулы результативность. Появление Марино в стартовом составе стало началом новой эры в истории клуба, фирменным знаком которой стала быстрая игра в пас. В пяти первых матчах сезона 1983 года «Майами» лишь раз набрал более четырнадцати очков, после встречи с «Баффало» во всех играх, кроме одной, команда набирала не менее двадцати очков.
Из десяти оставшихся матчей регулярного чемпионата «Долфинс» выиграли девять. Марино по ходу сезона переписал книгу рекордов для новичков лиги. В одиннадцати сыгранных им матчах он набрал пасом 2 210 ярдов, сделав двадцать тачдаунов при семи перехватах. Команда первенствовала в Восточном дивизионе АФК и вышла в плей-офф, где сенсационно проиграла «Сиэтлу» 20:27. Несмотря на разочаровывающий результат сезона в целом, Марино был признан Новичком года в НФЛ по версии журнала Sporting News. Также он стал первым дебютантом, попавшим в стартовый состав одной из команд на Пробоуле. «Долфинс» подчеркнули, что связывают своё будущее именно с ним в феврале 1984 года, когда Дэвид Вудли был обменян в «Питтсбург».

#### Новые рекорды и Супербоул
В своём втором сезоне в лиге Марино сумел превзойти свой же успешный дебют. Он стал первым в истории НФЛ квотербеком, набравшим более 5 000 пасовых ярдов в одном регулярном чемпионате. В девяти матчах сезона он набрал более 300 ярдов, в четырёх перекрыл отметку в 400 ярдов. По итогам сезона он обновил рекорды лиги по набранным пасовым ярдам (5 084), пасовым тачдаунам (48) и точным передачам (362). Важную роль в его успехах сыграл тандем принимающих Марка Дьюпера и Марка Клейтона, получивших от журналистов прозвище «Братья Маркс». В среднем в каждой игре Марино делал по три пасовых тачдауна. Не менее важную роль играла и линия нападения «Долфинс», позволившая соперникам сделать на квотербеке только тринадцать сэков. При этом Марино был не очень подвижным игроком, предпочитая действовать из «конверта». Помимо этого, он выделялся очень быстрым броском, а из-за габаритов его не так просто было сбить с ног. По итогам регулярного чемпионата Марино был признан самым ценным игроком НФЛ.
В первом раунде плей-офф «Долфинс» обыграли «Сиэтл Сихокс» со счётом 31:10. Ведомое Марино нападение набрало 405 ярдов, сам он сделал три пасовых тачдауна. В финале конференции команда взяла верх над «Питтсбургом» 45:28 и вышла в Супербоул XIX. В этом матче он записал на свой счёт 421 ярд и сделал четыре тачдауна при одном перехвате. Для «Долфинс» этот финал стал пятым за пятнадцать лет, а для Марино он оказался первым и единственным в карьере. В решающем матче победу со счётом 38:16 одержал «Сан-Франциско». Уже после завершения карьеры он вспоминал этот матч с сожалением, а одной из причин неудачи называл легкомысленное отношение всей команды к игре, связанное с тем, как легко складывался для них сезон в целом.

#### Период застоя (1985—1989)
В 1985 году «Долфинс» в третий раз подряд выиграли дивизион, одержав двенадцать побед в шестнадцати матчах. Их противостояние с «Чикаго», будущими победителями Супербоула, стало одной из лучших игр сезона. «Беарс» на тот момент оставались непобеждёнными, в первую очередь за счёт своей защиты, игравшей по нестандартной схеме 46 и активно использующей блиц. Большинство их соперников пытались бороться с этим при помощи дополнительных блокирующих, теряя в эффективности пасовой игры. Дон Шула, наоборот, сделал ставку на очень быстрый бросок Марино и использовал розыгрыши с четырьмя принимающими на поле. В результате уже в первой половине матча лучшая защита НФЛ пропустила 31 очко, а в итоге «Долфинс» выиграли 38:24. Повторить успех предыдущего сезона в плей-офф команде не удалось: с трудом обыграв в первом раунде «Кливленд Браунс», в финале конференции «Майами» уступил «Пэтриотс» 14:31.
В сезоне 1986 года Марино удалось приблизиться к своим же показателям двухлетней давности. В играх регулярного чемпионата он набрал 4 746 пасовых ярдов и сделал 44 тачдауна. Следующим квотербеком, которому удалось сделать не менее 40 тачдаунов за сезон, стал Курт Уорнер в 1999 году. Марино также установил новые рекорды лиги по количеству попыток паса и точных передач. Один из самых запоминающихся матчей в своей карьере он сыграл 21 сентября 1986 года против «Нью-Йорк Джетс». Квотербеки обеих команд на двоих набрали рекордные для НФЛ 884 ярда пасом и сделали 10 тачдаунов. На долю Марино пришлось 448 ярда и 6 тачдаунов, но победу со счётом 51:45 в овертайме одержали «Джетс». «Долфинс» закончили регулярный чемпионат с восемью победами и восемью поражениями, впервые с 1980 года не выйдя в плей-офф.
К началу чемпионата 1987 года Марино провёл в стартовом составе «Долфинс» более пятидесяти матчей подряд и гордился этой серией, хотя и признавал, что в некоторых случаях выходил на поле с травмой. Позднее по ходу карьеры она достигла 145 матчей и могла бы стать рекордной, если бы не участие квотербека в забастовке игроков осенью 1987 года. Стачка продлилась 24 дня, но чемпионат на это время не был приостановлен. Деньги по контракту с телевизионными компаниями были получены заранее, владельцы клубов зарабатывали на проведении матчей, а на поле в течение этого времени выходили штрейкбрехеры. В их число, в основном, попали те игроки, которые не смогли пробиться в составы команд во время предсезонных сборов. В результате Марино пропустил три игры, прервавших его серию. Даже с меньшим количеством матчей он смог стать лучшим в АФК по количеству пасовых тачдаунов и вторым по набранным ярдам, но «Долфинс» снова не попали в плей-офф.
Похожим получился и сезон 1988 года. Марино по его итогам стал первым в истории лиги квотербеком, набиравшим не менее 4 000 ярдов пасом в четырёх сезонах. Он установил новый рекорд «Майами», сделав свой 193 тачдаун. Предыдущее достижение Боб Гриси установил за четырнадцать лет, Марино побил его за шесть. Свою самую результативую игру в чемпионате он снова провёл против «Джетс», набрав пасом 521 ярд. При этом он бросил пять перехватов, а «Долфинс» уступили сопернику со счётом 30:44. Впервые с 1976 года команда проиграла более половины своих матчей и в четвёртый раз подряд не сумела выйти в плей-офф.

#### Возвращение в плей-офф
«Долфинс» сумели прервать свою серию неудач в 1990 году, в первую очередь за счёт уверенной игры в защите. Команда одержала двенадцать побед в шестнадцати матчах, её нападение уже не выглядело сильно зависимым от эффективности игры Марино. В регулярном чемпионате он сделал только 21 пасовый тачдаун. Однако, в матче уайлд-кард раунда плей-офф именно его действия принесли «Майами» победу. К началу заключительной четверти матча против «Канзас-Сити Чифс» «Долфинс» уступали 3:16. Марино на этом игровом отрезке набрал пасом 101 ярд с двумя тачдаунами и принёс своей команде победу со счётом 17:16.
В матче дивизионного раунда против «Баффало Биллс» его визави стал также выбранный в первом раунде драфта 1983 года Джим Келли. Марино в этой игре набрал 323 ярда с тремя тачдаунами при двух перехватах. Победу со счётом 44:34 одержали «Биллс», вырвавшиеся вперёд в самом начале встречи. Подводя итоги сезона, главный тренер «Майами» Дон Шула заявил, что с точки зрения проявленных лидерских качеств 1990 год стал лучшим в карьере его квотербека.

#### Новый контракт
В августе 1991 года Марино подписал с «Долфинс» новый контракт. Пятилетнее соглашение на общую сумму 25 млн долларов сделало его самым высокооплачиваемым игроком в лиге. К середине регулярного чемпионата команда одержала пять побед при трёх поражениях и для болельщиков контракт квотербека стал дополнительным раздражителем. Поклонники «Майами» полагали, что за такие деньги он должен был выигрывать чаще. Вторая часть сезона была более удачной, команда выиграла пять матчей кряду и исход борьбы за попадание в плей-офф определял результат игры против «Джетс». «Долфинс» после тачдауна Марино за 44 секунды до конца четвёртой четверти вышли вперёд 20:17. Соперники успели сравнять счёт благодаря 44-ярдовому филд-голу, а затем выиграли встречу в овертайме.
Сезон 1992 года «Долфинс» завершили с одиннадцатью победами и пятью поражениями, выиграв свой дивизион. В первой игре плей-офф команда легко обыграла «Сан-Диего Чарджерс» 31:0, Марино во второй четверти отличился тремя тачдаунами, хотя главную роль в этой победе сыграла защита. В финале конференции, последнем в его карьере, соперником команды стали «Биллс». Защита «Баффало» переиграла нападение «Майами», полностью закрыв бегущих, сделав два перехвата и четыре сэка на квотербеке. «Долфинс» проиграли со счётом 10:29.

#### Первые травмы и награда «Возвращение года»
В течение первых десяти лет своей карьеры Дэну Марино удавалось избежать серьёзных травм. Он перенёс пять операций на правом колене, ломал ребро, травмировал локоть и плечо, но ни разу не пропускал матчи по состоянию здоровья. Его серия из 145 игр подряд прервалась в 1993 году. В пятом матче сезона против «Кливленда» Марино получил разрыв ахиллова сухожилия на правой ноге. Из-за этой травмы он был вынужден пропустить оставшуюся часть сезона. Процесс реабилитации занял несколько месяцев и возникали сомнения в том, что он вообще сможет вернуться на поле. Его дублёр Скотт Митчелл также получил травму. В результате «Долфинс» проиграли последние пять матчей регулярного чемпионата и не вышли в плей-офф. Впервые за десять лет в команде возникла неопределённость с позицией стартового квотербека. В прессе высказывались мнения, что «Майами» следует сделать ставку на молодого Митчелла, но руководство клуба решило сохранить Марино. На место второго квотербека был приглашён ветеран Берни Косар, а Митчелла обменяли в «Детройт».
Во время предсезонных сборов сомнения в будущем Марино только усилились. Защитный бандаж на ноге заметно влиял на его движения. В последнем выставочном матче перед началом чемпионата он сумел набрать пасом всего 37 ярдов и бросил два перехвата, но в первой же игре сезона 1994 года квотербек развеял тревоги скептиков. В матче против «Пэтриотс», проходившем на грязном поле под сильным дождём, он набрал пасом 473 ярда и сделал пять тачдаунов. Столь же уверенно Марино провёл и регулярный чемпионат в целом. По его итогам он побил клубный рекорд по количеству точных передач (385) и шестой раз в своей карьере набрал более 4 000 пасовых ярдов, обновив свой же рекорд лиги. Также он стал обладателем награды «Возвращение года» по версии Ассоциации футбольных журналистов Америки. В уайлд-кард раунде плей-офф «Долфинс» обыграли «Канзас-Сити Чифс» 27:17. Во втором раунде команда в драматичной игре уступила «Сан-Диего Чарджерс» 21:22. «Майами» в этом матче практически полностью положились на пасовую игру, проведя только восемь выносных комбинаций. В первой половине этого матча Марино сделал три пасовых тачдауна, выведя команду вперёд 21:6. После большого перерыва на поле доминировала защита «Чарджерс», позволившая соперникам провести всего шестнадцать розыгрышей в нападении. За 35 секунд до конца «Сан-Диего» вышли вперёд 22:21, а в ответной атаке кикер «Долфинс» Пит Стоянович не реализовал попытку филд-гола с 48 ярдов.

#### Уход Дона Шулы и работа с Джимми Джонсоном (1995—1999)
Перед стартом сезона 1995 года усилившиеся рядом свободных агентов «Долфинс» считались одними из фаворитов АФК, но снова не оправдали ожиданий. С девятью победами при семи поражениях команда заняла второе место в дивизионе. Для Марино чемпионат был отмечен тремя новыми рекордами. Он превзошёл достижения Фрэна Таркентона по количеству пасовых ярдов, тачдаунов и точных передач за карьеру. Команда смогла выйти в плей-офф, но в первом же раунде проиграла «Баффало» 22:37. В этой игре квотербек сделал 64 передачи, установив личный рекорд, и набрал 422 ярда. После завершения сезона попавший под огонь критики Дон Шула подал в отставку. Совместно с Дэном Марино он одержал 123 из своих 347 побед в лиге, но их тандем так и не смог привести «Долфинс» к победе в Супербоуле.
На место Шулы пришёл Джимми Джонсон, в прошлом приводивший к чемпионству команду университета Майами и дважды побеждавший в Супербоуле вместе с «Далласом». Он имел репутацию специалиста по работе с защитой и Марино был доволен этим назначением. Возрастной квотербек и его партнёры по нападению не могли каждый матч набирать по тридцать и более очков, тогда как надёжная защита давала команде больше шансов на успех. В первом матче под руководством нового тренера «Долфинс» выиграли у «Пэтриотс» со счётом 24:10. На счету Марино было всего 176 ярдов. Джонсон после игры заявил, что не хочет выигрывать каждый матч за счёт своего квотербека. Команда одержала победы в трёх играх подряд, но затем Марино получил травму. Он пропустил три игры из-за трещины в кости ноги, а после возвращения на поле не смог набрать форму. Результаты «Долфинс» ухудшились и исход сезона зависел от последней игры регулярного чемпионата, которую команда проиграла «Нью-Йорк Джайентс» со счётом 7:17. Марино в 1996 году достиг отметок в 50 000 пасовых ярдов и 4 000 точных передач за карьеру.
В 1997 году отношения между Джонсоном и Марино начали ухудшаться. В первом матче сезона против «Индианаполиса» квотербек сыграл плохо, а тренер после матча заявил, что думает над возможностью его замены. В дальнейшем по ходу сезона Джонсон редко хвалил игрока, вместо этого выделяя его ошибки. При этом «Долфинс» имели возможность выиграть дивизион. У команды было девять побед при пяти поражениях, когда Марино провалил предпоследний матч чемпионата против «Колтс». Он допустил два фамбла и набрал всего 71 ярд, один из худших результатов в его карьере. Большую часть второй половины игры Марино провёл на скамейке запасных, а команда проиграла 0:41. Завершился разочаровывающий сезон двумя подряд поражениями от «Пэтриотс»: 12:14 в регулярном чемпионате и 3:17 в уайлд-кард раунде плей-офф. Во втором из этих матчей Марино набрал всего 141 ярд и бросил два перехвата.
Перед стартом сезона 1998 года разногласия между тренером и квотербеком усилились ещё больше. Джонсон сомневался в том, что сможет выиграть с Марино. Квотербек, в свою очередь, был недоволен тем, что тренер в интервью обвинял его в неубедительной игре команды. В регулярном чемпионате «Долфинс» одержали десять побед при шести поражениях, показав лучший результат при Джонсоне. Молодая защита команды пропустила всего 265 очков, меньше всех в лиге. Выйдя в плей-офф, «Майами» вновь встретился с «Баффало» и одержал победу 24:17. В следующем раунде на пути команды встал «Денвер». В проигранном со счётом 3:38 матче Марино набрал 243 ярда, но бросил два перехвата. В январе 1999 года Джонсон, неожиданно для многих, заявил об уходе с поста главного тренера, но позднее изменил своё решение. Чтобы облегчить работу главного тренера, на пост координатора защиты был приглашён Дэйв Ваннстедт, ранее работавший с Джонсоном в «Далласе».
В 1999 году от команды ждали борьбы за победу в Супербоуле, но давление сказалось на игроках негативно. Начав чемпионат с восьми побед в десяти матчах, «Долфинс» провалили концовку. Марино испытывал проблемы со здоровьем и играл нестабильно. Его отношения с Джонсоном испортились окончательно. На месте квотербека чаще выходил дублёр Деймон Хьюард. Тем не менее, ветеран установил ещё один, последний в своей карьере, рекорд лиги. В декабрьском матче против «Джетс» Марино набрал 322 ярда, сыграв свой 63 матч с не менее чем 300 пасовыми ярдами. В раунде уайлд-кард он привёл команду к выездной победе над «Сиэтлом» 20:17. В следующей игре «Долфинс» были разгромлены «Джэксонвиллом» 7:62. Марино был заменён по ходу второй половины матча, ставшего последним в его карьере. После окончания сезона Марино получил статус свободного агента. У него были предложения от «Питтсбурга» и «Миннесоты», но 13 марта 2000 года он объявил о завершении своей карьеры.

#### Итоги карьеры

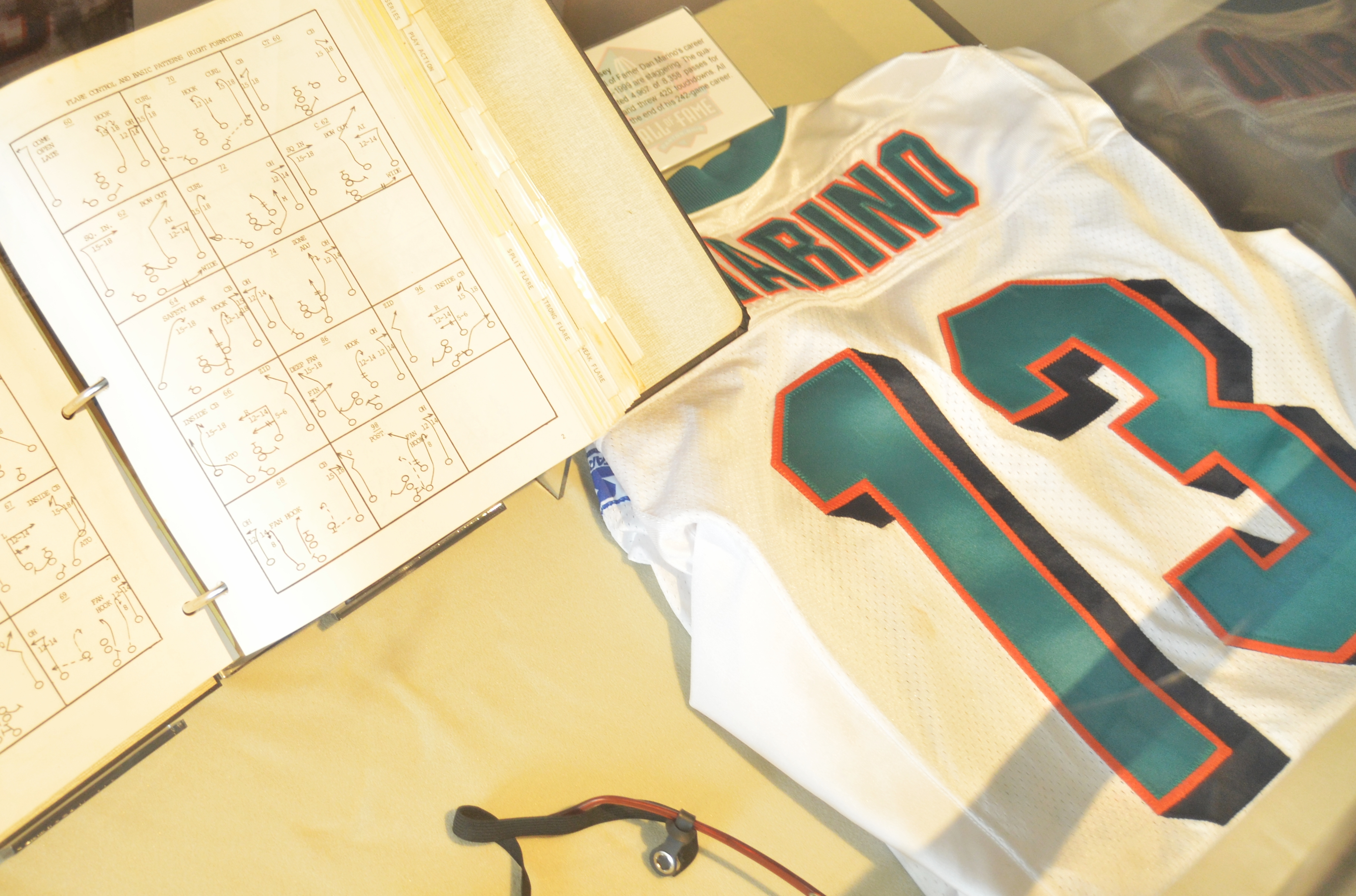
Форма Марино в экспозиции Зала славы профессионального футбола в Кантоне.

За время своей карьеры Марино набрал пасом 61 361 ярд в регулярном чемпионате НФЛ и 4 510 ярдов в играх плей-офф. Девять раз он принимал участие в Пробоуле. В статусе стартового квотербека «Долфинс» он одержал 147 побед при 93 поражениях. В десяти из семнадцати сезонов его карьеры команда выходила в плей-офф. На момент окончания карьеры Марино принадлежало двадцать пять рекордов лиги, ещё пять он делил с другими игроками. Большинство установленных им лучших результатов для квотербеков-новичков в 2004 году побил игрок «Питтсбурга» Бен Ротлисбергер. Тогда же Пейтон Мэннинг установил новое высшее достижение по количеству пасовых тачдаунов в одном сезоне.
Приход Дэна Марино в «Майами Долфинс» изменил тренерскую философию Дона Шулы. В 1970-х годах рисунок игры команды определяли раннинбеки, а ставка была сделана на контроль мяча. С появлением нового квотербека визитной карточкой «Долфинс» стало пасовое нападение. На развитие карьеры Марино положительно сказались изменения в правилах игры, которые были приняты в 1980-х годах. Они были направлены на повышение результативности и динамичности игры, её привлекательности для зрителей. В их принятии участвовал тренер «Майами», в течение двадцати лет входивший в состав соревновательного комитета НФЛ.
В 2000 году № 13, под которым играл Марино, был выведен в «Долфинс» из обращения. Он стал вторым игроком в истории клуба, удостоенным такой чести. Перед «Хард Рок-стэдиум» ему был установлен памятник, улица Стэдиум-стрит в Майами-Гарденс была переименована в бульвар Дэна Марино. В 2002 году он был избран в Зал славы студенческого футбола. В августе 2005 года Марино с первого раза был избран в Зал славы профессионального футбола. Несмотря на все индивидуальные достижения, он так и не смог привести команду к чемпионскому титулу. Неоднократно его называли «лучшим квотербеком, который не выигрывал Супербоул». В 2019 году был включён в состав символической Команды столетия НФЛ, сформированной к сотому сезону в истории лиги.

#### Статистика выступлений в НФЛ
Статистика приведена по данным сайта pro-football-reference.com и книги Джона Стернгасса «Дэн Марино».

##### Регулярный чемпионат
| Сезон | Команда        | Игры | Пас   | Пас   | Пас  | Пас    | Пас | Пас | Пас | Пас   | Вынос | Вынос | Вынос | Вынос |
| Сезон | Команда        | Игры | Cmp   | Att   | Pct  | Yds    | Y/A | TD  | Int | Rtg   | Att   | Yds   | Avg   | TD    |
| ----- | -------------- | ---- | ----- | ----- | ---- | ------ | --- | --- | --- | ----- | ----- | ----- | ----- | ----- |
| 1983  | Майами Долфинс | 11   | 173   | 296   | 58,4 | 2 210  | 7,5 | 20  | 6   | 96,0  | 28    | 45    | 1,6   | 2     |
| 1984  | Майами Долфинс | 16   | 362   | 564   | 64,2 | 5 084  | 9,0 | 48  | 17  | 108,9 | 28    | -7    | -0,3  | 0     |
| 1985  | Майами Долфинс | 16   | 336   | 567   | 59,3 | 4 137  | 7,3 | 30  | 21  | 84,1  | 26    | -24   | -0,9  | 0     |
| 1986  | Майами Долфинс | 16   | 378   | 623   | 60,7 | 4 746  | 7,6 | 44  | 23  | 92,5  | 12    | -3    | -0,3  | 0     |
| 1987  | Майами Долфинс | 12   | 263   | 444   | 59,2 | 3 245  | 7,3 | 26  | 13  | 89,2  | 12    | -5    | -0,4  | 1     |
| 1988  | Майами Долфинс | 16   | 354   | 606   | 58,4 | 4 434  | 7,3 | 28  | 23  | 80,8  | 20    | -17   | -0,9  | 0     |
| 1989  | Майами Долфинс | 16   | 308   | 505   | 56,0 | 3 997  | 7,3 | 24  | 22  | 76,9  | 17    | -7    | -0,5  | 2     |
| 1990  | Майами Долфинс | 16   | 306   | 531   | 57,6 | 3 563  | 6,7 | 21  | 11  | 82,6  | 16    | 29    | 1,8   | 0     |
| 1991  | Майами Долфинс | 16   | 318   | 549   | 57,9 | 3 970  | 7,2 | 25  | 13  | 85,8  | 27    | 32    | 1,2   | 1     |
| 1992  | Майами Долфинс | 16   | 330   | 554   | 59,6 | 4 116  | 7,4 | 24  | 16  | 85,1  | 20    | 66    | 3,3   | 0     |
| 1993  | Майами Долфинс | 5    | 91    | 150   | 60,7 | 1 218  | 8,1 | 8   | 3   | 95,9  | 9     | -4    | -0,4  | 1     |
| 1994  | Майами Долфинс | 16   | 385   | 615   | 62,6 | 4 453  | 7,2 | 30  | 17  | 89,2  | 22    | -6    | -0,3  | 1     |
| 1995  | Майами Долфинс | 14   | 309   | 482   | 64,1 | 3 668  | 7,6 | 24  | 15  | 90,8  | 11    | 14    | 1,3   | 0     |
| 1996  | Майами Долфинс | 13   | 221   | 373   | 59,2 | 2 795  | 7,5 | 17  | 9   | 87,8  | 11    | -3    | -0,3  | 0     |
| 1997  | Майами Долфинс | 16   | 319   | 548   | 58,2 | 3 780  | 6,9 | 16  | 11  | 80,7  | 18    | -14   | -0,8  | 0     |
| 1998  | Майами Долфинс | 16   | 310   | 537   | 57,7 | 3 497  | 6,5 | 23  | 15  | 80,0  | 21    | -3    | -0,1  | 1     |
| 1999  | Майами Долфинс | 11   | 204   | 369   | 55,3 | 2 448  | 6,6 | 12  | 17  | 67,4  | 6     | -6    | -1,0  | 0     |
| Всего | Всего          | 242  | 4 967 | 8 358 | 59,4 | 61 361 | 7,3 | 420 | 252 | 86,4  | 301   | 87    | 0,3   | 9     |

##### Плей-офф
| Сезон | Команда        | Игры | Пас | Пас | Пас   | Пас   | Пас  | Пас | Пас | Пас   | Вынос | Вынос | Вынос | Вынос |
| Сезон | Команда        | Игры | Cmp | Att | Pct   | Yds   | Y/A  | TD  | Int | Rtg   | Att   | Yds   | Avg   | TD    |
| ----- | -------------- | ---- | --- | --- | ----- | ----- | ---- | --- | --- | ----- | ----- | ----- | ----- | ----- |
| 1983  | Майами Долфинс | 1    | 15  | 25  | 60,00 | 193   | 7,72 | 2   | 2   | 77,6  | 0     | 0     | 0,0   | 0     |
| 1984  | Майами Долфинс | 3    | 71  | 116 | 61,21 | 1 001 | 8,63 | 8   | 5   | 97,6  | 1     | 0     | 0,0   | 0     |
| 1985  | Майами Долфинс | 2    | 45  | 93  | 48,39 | 486   | 5,23 | 3   | 3   | 61,8  | 1     | 0     | 0,0   | 0     |
| 1990  | Майами Долфинс | 2    | 42  | 79  | 53,16 | 544   | 6,89 | 5   | 2   | 89,9  | 5     | -1    | -0,2  | 1     |
| 1992  | Майами Долфинс | 2    | 39  | 74  | 52,70 | 435   | 5,88 | 4   | 2   | 82,9  | 1     | -2    | -2,0  | 0     |
| 1994  | Майами Долфинс | 2    | 46  | 67  | 68,66 | 519   | 7,75 | 5   | 0   | 117,5 | 2     | 4     | 2,0   | 0     |
| 1995  | Майами Долфинс | 1    | 33  | 64  | 51,56 | 422   | 6,59 | 2   | 3   | 63,4  | 1     | 0     | 0,0   | 0     |
| 1997  | Майами Долфинс | 1    | 17  | 43  | 39,53 | 141   | 3,28 | 0   | 2   | 29,3  | 1     | 2     | 2,0   | 0     |
| 1998  | Майами Долфинс | 2    | 49  | 71  | 69,01 | 478   | 6,73 | 1   | 3   | 75,1  | 1     | -1    | -1,0  | 0     |
| 1999  | Майами Долфинс | 2    | 28  | 55  | 50,91 | 291   | 5,29 | 2   | 2   | 61,1  | 2     | -1    | -0,5  | 0     |
| Всего | Всего          | 18   | 385 | 687 | 56,04 | 4 510 | 6,56 | 32  | 24  | 77,1  | 15    | 1     | 0,07  | 1     |

### Вне поля

#### Кино и телевидение
После завершения спортивной карьеры основным занятием Марино стала работа на телевидении. С 2002 по 2013 год он выступал в роли аналитика на шоу NFL Today канала CBS. До 2008 года он был одним из ведущих программы Inside the NFL, выходившей на канале HBO. Помимо этого Марино продолжил развивать актёрскую карьеру. Ещё будучи игроком, в 1994 году он снялся в фильме «Эйс Вентура: Розыск домашних животных» с Джимом Керри. Картина собрала в прокате более 70 млн долларов и сделала Марино известным публике, далёкой от спорта. В 1999 году он исполнил роль приглашённой звезды в эпизоде Sunday, Cruddy Sunday мультсериала «Симпсоны». Он сыграл самого себя в ряде других фильмов, снялся в клипе рок-группы Hootie & the Blowfish, принимал участие в нескольких рекламных кампаниях. В рецензии на фильм Оливера Стоуна «Каждое воскресенье» Джек Парди из Baltimore City Paper отметил, что сыгранный Деннисом Куэйдом квотербек Джек Руни похож на Дэна Марино.
В 2007 году Марино и его агент Ралф Спрингер выступили инвесторами фильма Shanghai Hotel, посвящённого проблемам торговли людьми и сексуального рабства.

#### Автоспорт

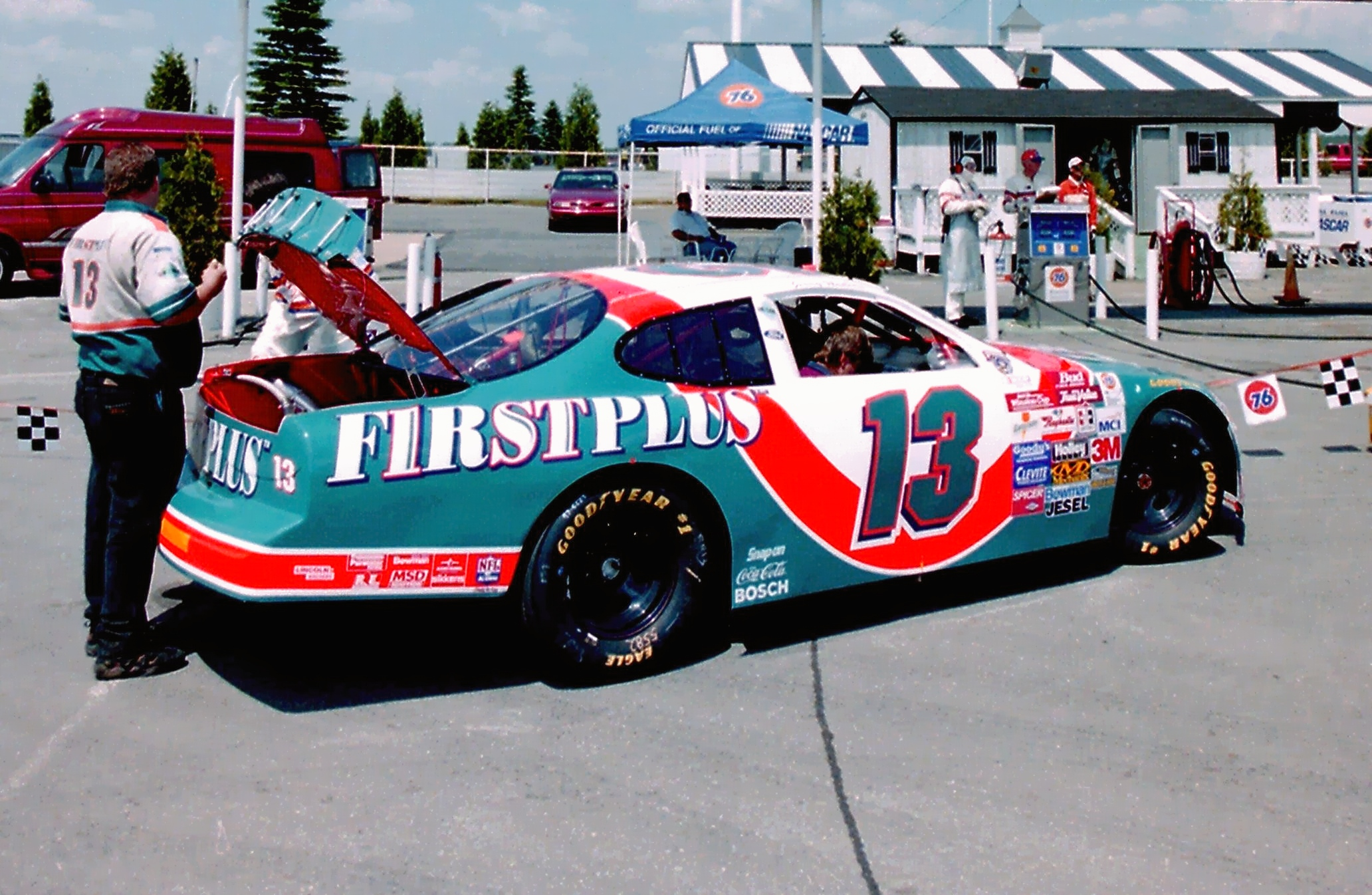
Автомобиль команды Elliott-Marino Motorsports под № 13 в цветах «Майами Долфинс».

На заключительном этапе футбольной карьеры Марино участвовал в маркетинговой компании гоночной команды Cheever Racing. Затем он обратил внимание на гоночную серию NASCAR и в ноябре 1997 года объявил о том, что станет владельцем второй машины команды Билла Эллиотта. Пилотом автомобиля Ford Taurus под номером 13 стал Джерри Надо, спонсором выступила компания Firstplus Financial. Лучшим результатом Надо стало 21 место в гонке на трассе Поконо в Пенсильвании. После его увольнения пилотами автомобиля были Уолли Далленбах — младший, Том Хьюберт, Тед Масгрейв и Деннис Сетцер. После окончания сезона 1998 года Марино и Firstplus Financial ушли из проекта.

#### Карьера функционера
В 2004 году Марино в течение трёх недель занимал пост вице-президента «Майами Долфинс» по футбольным операциям. Его он покинул по семейным обстоятельствам. В организацию он вернулся в августе 2014 года после ухода с телевидения. Марино был приглашён на должность специального советника.

## Семья и благотворительная деятельность
Со своей будущей супругой Клэр Визи Марино познакомился во время учёбы в старшей школе. Они поженились в 1985 году. В семье Марино шестеро детей: родные Дэн-младший, Майкл, Джоуи и Александра, приёмные из Китая — Ники и Лиа. Родившемуся в 1988 году Майклу Марино в трёхлетнем возрасте диагностировали аутизм. В марте 1992 года Дэн и Клэр Марино основали фонд, поддерживавший исследования, лечение и программы помощи детям с хроническими заболеваниями и ограниченными возможностями. В 1995 году в Уэстоне был открыт Центр Дэна Марино при детской больнице. В 1998 году был открыт детский центр Child NETT, занимающийся работой с детьми с аутизмом и другими сходными расстройствами. В том же году Дэн Марино был удостоен награды Человеку года имени Уолтера Пейтона, присуждаемой НФЛ за общественную деятельность. С 2012 года Марино выступает в роли посла одной из программ некоммерческой организации AARP.